# Caviglia

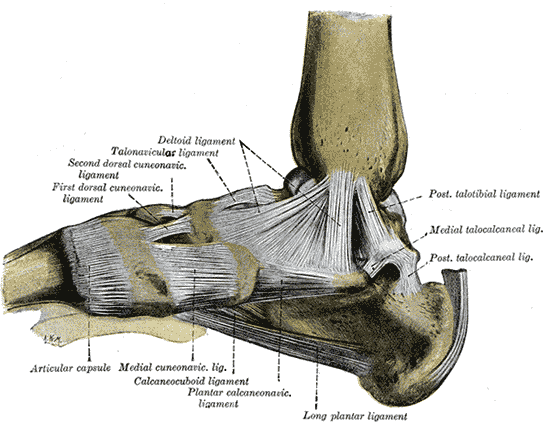
Gray Fig. 354 - Legamenti della parte mediale del piede.

Nell'anatomia umana la caviglia è la regione di raccordo fra gamba e piede, nell'ambito dell'arto inferiore, comprendente l'articolazione tibio-tarsica o talo-crurale (di tipo a troclea o ginglimo) tra le estremità distali di tibia e fibula (o perone) e dell'astragalo (o talo) del piede (articolazione talocrurale). 
L'articolazione tra tibia ed astragalo sopporta un peso maggiore rispetto all'articolazione tra quest'ultimo e la fibula.

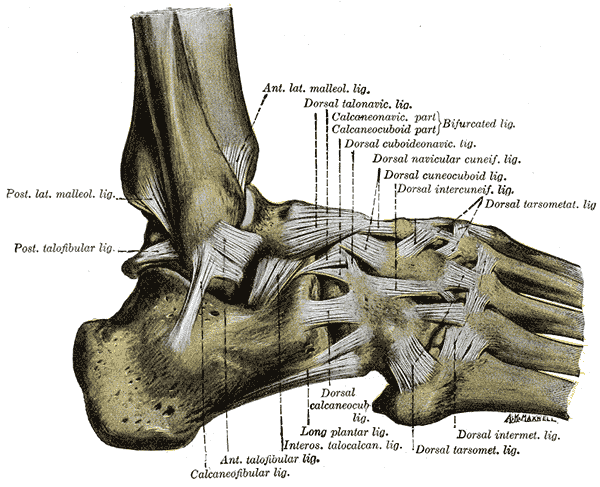
Gray Fig. 355 - Legamenti della parte laterale del piede.

## Movimenti
L'articolazione della caviglia è responsabile dell'estensione dorsale o flessione plantare, come quando si sta in piedi sulle punte, e della flessione dorsale o estensione plantare del piede, come quando si sta in piedi soltanto sui talloni. La caviglia non permette la rotazione, ma soltanto movimenti di flessione ed estensione.
Nella flessione plantare, i legamenti anteriori dell'articolazione diventano più lunghi, mentre quelli posteriori si accorciano. L'inverso accade nell'estensione plantare. Lungo l'asse longitudinale del piede sono anche possibili i movimenti di pronazione e supinazione.

## Articolazione

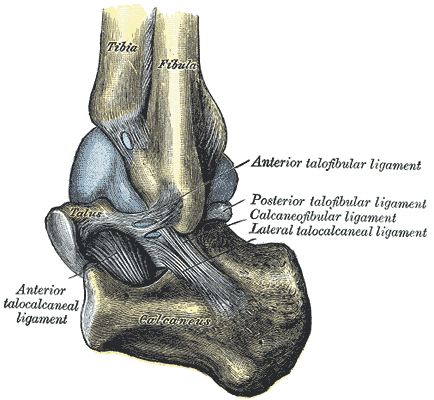
Gray Fig. 356 - Capsula dell'articolazione talocrurale di sinistra (in estensione), vista lateralmente.

Il malleolo laterale della fibula e il malleolo mediale della tibia, assieme alla superficie caudale della tibia, si articolano con le tre faccette dell'astragalo. Queste superfici sono ricoperte da cartilagine. La parte anteriore dell'astragalo è più larga di quella posteriore. Quando il piede è flesso sul dorso, la parte più estesa dell'astragalo va ad articolarsi con le superfici corrispondenti di tibia e perone, creando una giuntura più stabile rispetto a quella che si crea nella flessione plantare.

## Legamenti

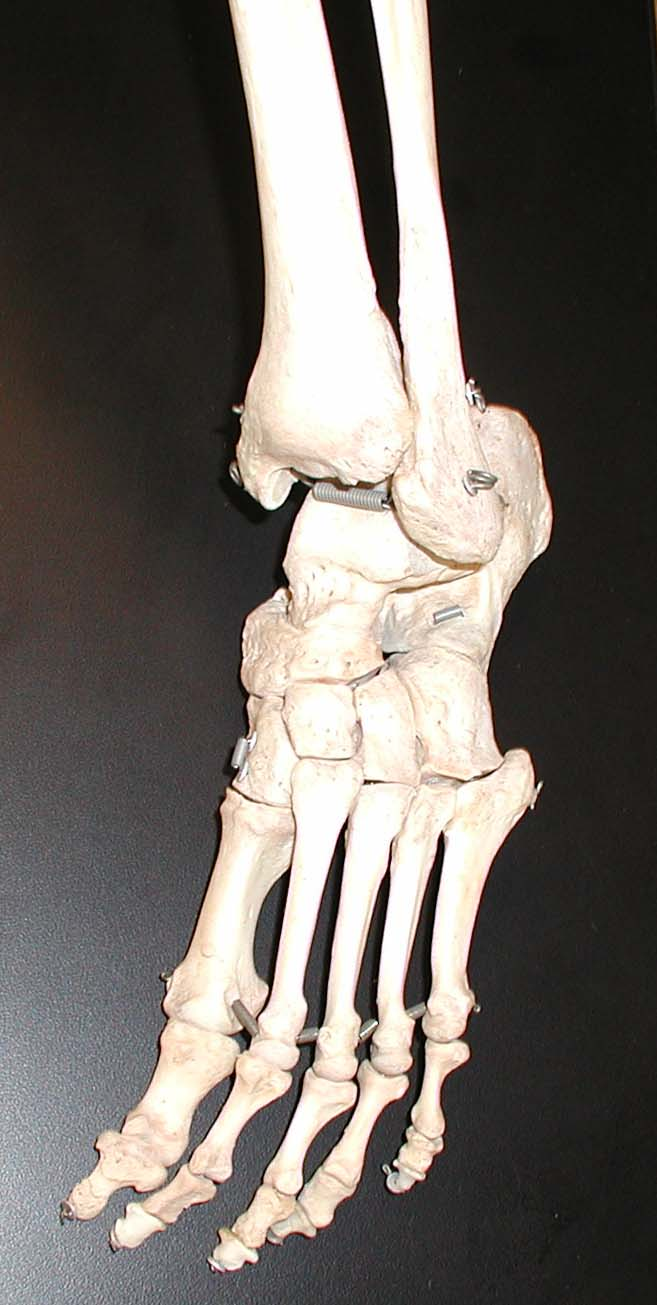
Scheletro del piede

L'articolazione talocrurale è rinforzata dal legamento deltoideo (o mediale) di forma triangolare, e da tre legamenti laterali: il legamento peroneo-astragalico anteriore, il legamento tibioastragaleo posteriore e il legamento tibiocalcaneale.
Il legamento deltoideo sostiene il lato mediale dell'articolazione, ha inserzione sul malleolo mediale della tibia e si collega in quattro punti : sul calcagno,sul legamento calcaneonavicolare plantare, sulla tuberosità navicolare e sulla superficie mediale dell'astragalo.
Il legamento deltoideo è composto da:
- il legamento tibionavicolare (posto anteriormente) si inserisce sullo scafoide;

- il legamento tibiotalare anteriore
- il legamento tibiocalcaneare
- il legamento tibiotalare posteriore

Il legamento collaterale laterale dell'articolazione della caviglia è composto da
- il Legamento peroneo-astragalico anteriore si inserisce sul collo dell'astragalo;
- il Legamento peroneo-calcaneare si inserisce inferiormente sulla superficie laterale del calcagno;
- il Legamento peroneo astragalico posteriore si inserisce sulla superficie postero-laterale dell'astragalo.

I legamenti ventrali e tibioastragalei anteriore e posteriore rinforzano la parte laterale dell'articolazione talocrurale, dal malleolo laterale della fibula alle estremità orsale dell'astragalo Il legamento tibiocalcaneale origina dal malleolo laterale e si inserisce sulla superficie laterale del calcagno.
Sebbene non copra l'articolazione della caviglia stessa, il legamento sindesmotico fornisce un importante contributo alla stabilità della caviglia. Questo legamento abbraccia la sindesmosi, cioè l'articolazione tra l'aspetto mediale del perone distale e l'aspetto laterale della tibia distale. Una lesione isolata a questo legamento è spesso chiamata distorsione alla caviglia alta.
L'architettura ossea dell'articolazione della caviglia è più stabile nella dorsiflessione. Pertanto, è più probabile che si verifichi una distorsione alla caviglia quando la caviglia è flessa plantare, poiché il supporto legamentoso è più importante in questa posizione. La distorsione alla caviglia classica coinvolge il legamento peroneo-astragalico anteriore (ATFL), è anche il legamento più comunemente lesionato durante le distorsioni da inversione. Un altro legamento che può essere lesionato in una distorsione alla caviglia grave è il legamento tibiocalcaneale  .

## Origine del nome
Il termine caviglia deriva dalla parola tardo-latina cavìcla (cavicchia), che indicava un grosso chiodo, evolutasi poi nel provenzale cavilha (la grafia provenzale assomiglia molto alla pronuncia del termine italiano attuale).